# Ascalaphus intermedius
Ascalaphus intermedius là một loài côn trùng trong họ Ascalaphidae thuộc bộ Neuroptera. Loài này được Lefèbvre miêu tả năm 1842.